# Собор Святой Троицы (Уотерфорд)
Собор Святой Троицы (англ. Cathedral of the Most Holy Trinity) — католический собор епархии Уотерфорда и Лисмора. Находится в городе Уотерфорд, Манстер, Ирландия.

## История
Собор был спроектирован Джоном Робертсом в 1793 году и считается старейшим собором римско-католической церкви в Ирландии. Ранее на этом месте стояла часовня, возведённая по просьбе римско-католической общины Уотерфорда ещё во время действия законов против католиков.
Орган собора был построен примерно в 1848 году компанией William Hill & Sons и отремонтирован той же фирмой в 1910 году. Впервые на нём сыграл органист У. Т. Бест в воскресенье, 29 августа 1858 года. Орган был значительно изменён Irish Organ Company в 1963 году.
Собор был отремонтирован в 1977 году; был установлен новый алтарь, чтобы можно было совершать мессу ad populum (лицом к людям). Уотерфордский хрустальный завод подарил собору десять хрустальных люстр. В начале 1990-х годов был полностью заменён пол и перестроена ризница. В ноябре 2006 года завершилась реконструкция интерьера и экстерьера.